# Ørsalmusikken
Ørsalmusikken er et album af Hørkelgaddan fra 1991. 

## Sporliste
1. Nordmørsreinlender
2. 'Na va' god polka
3. Halling
4. Tovass-valsen
5. Jenta ved vogga, bansull
6. Fandens polsdans
7. Walesa-leken, reinlender
8. Veslandspolka ('na må 'n øv på)
9. Gauast valsen på nordmør
10. Enkel og lite ve', reinlender
11. Slåttonn-polka
12. Forspelet hass Hallvard og Trøar'n, vals
13. Rytmisk polsdans
14. 12. juni-valsen
15. Track_15
16. Ørsal-minne, reinlender
17. Hund-dengar'n, polsdans
18. Dorisk reinlender
19. Stropolsdansen
20. Hielo-trademark